# Legge La Pergola
La legge La Pergola – Legge 9 marzo 1989, n. 86 – è un atto normativo nell'ambito dell'ordinamento giuridico italiano, cosiddetta dal Ministro per il coordinamento delle politiche comunitarie proponente del tempo, Antonio La Pergola.

È stata abrogata e sostituita dalla legge Buttiglione (legge 4 febbraio 2005 n. 11), che ha riprodotto numerose norme della legge del 1989, ed ha adeguato la legislazione in materia comunitaria alla legge Cost. n. 3/2001, ed ha infine istituito il CIACE (Comitato interministeriale per gli affari comunitari europei). La legge Buttiglione è poi stata sostituita con la legge  24 dicembre 2012, n. 234, Norme generali sulla partecipazione dell'Italia alla formazione e all'attuazione della normativa e delle politiche dell'Unione europea.

## Caratteristiche e contenuto
Scopo di tale norma era quello di accelerare il processo di recepimento delle Direttive comunitarie in Italia.
La legge istituì un meccanismo annuale, con il quale il Parlamento italiano è tutt'oggi tenuto ad approvare una legge comunitaria contenente provvedimenti volti a conformare l'ordinamento italiano agli obblighi comunitari sorti nell'anno in questione, quindi regolamenti, direttive, decisioni e raccomandazioni CECA, e obblighi derivati da sentenze della Corte di giustizia europea.

## Procedimento di attuazione
Erano previsti tre metodi per attuare il meccanismo di cui sopra:
1. Attuazione diretta: è la stessa legge comunitaria che abroga o modifica le disposizioni contrastanti con il diritto comunitario. È il procedimento più macchinoso e lento, in quanto richiede la deliberazione delle camere, e pertanto viene usato per adempimenti puntuali o di definizione legislativa o in casi di urgenza. Viene così disposto:
(Legge 9 marzo 1989, n. 86, art. 3 a-bis)
2. Attuazione con delega: molte volte la disciplina viene delegata con decreto legislativo all'iniziativa del Governo, come previsto dalla lettera b dello stesso art. 3 della legge. I criteri di delega sono stati fissati dalla legge comunitaria 2001.
3. Attuazione in via regolamentare: è l'elemento di maggior rilievo introdotto dalla legge, oltre che lo strumento più diffuso di attuazione. Con tale soluzione, si snellì e facilitò il procedimento e allo stesso tempo favorì quel necessario processo di delegificazione tanto auspicato dal mondo politico e giuridico. I regolamenti chiamati in causa, avendo delega di legge, hanno anche la capacità di abrogare norme di rango superiore.
Così previsto:
(Legge 9 marzo 1989, n. 86, art. 3-c)
(Legge 9 marzo 1989, n. 86, art. 4)
Nella legge era disciplinata anche l'iniziativa delle regioni, che possono attuare il diritto comunitario immediatamente nelle materie a competenza esclusiva e in quella concorrente. Lo Stato ha la facoltà di intervenire, secondo l'art. 11, indipendentemente dalle competenze, nel caso in cui non ci sia l'adempimento da parte dell'ente subordinato.